# Der Mungo
Der Mungo ist ein deutscher Kurzfilm aus dem Jahr 2006. Regie führte Regisseur Philipp Osthus. Der Film war seine Abschlussarbeit im Rahmen des Filmstudium Hamburg an der Hamburg Media School.

## Handlung
Ein verdeckter Ermittler der Polizei fädelt einen fingierten Uran-Deal ein. Als er seinem Geschäftspartner in einer Hotelsuite gegenübersteht, kommt es zwischen den beiden ungleichen Protagonisten zu einem vorsichtigen Abtasten und Umschleichen. Wer von den beiden ist cleverer? Das BKA beobachtet den Deal, und die Situation gerät außer Kontrolle. 
20 minütiger Kurzfilm der Hamburg Media School mit einer überraschenden Wendung.

## Auszeichnungen
- Studio Hamburg Nachwuchspreis 2007: Bester Kurzfilm
- BUSHO 2007 - International Budapest short film festival - Best Actress: Mignon Remé
- 2006: Aufnahme in den Katalog der AG Kurzfilm[1]